# Dietmar Bänsch
Dietmar Bänsch (* 15. November 1962 in Bielefeld) ist ein deutscher Kardiologe.

## Leben
Dietmar Bänsch wurde am 12. November 1962 in Bielefeld als Sohn des Maurers Paul Bänsch und dessen Frau, der Näherin Ursula, geboren. 1982 bestand er in Bielefeld sein Abitur und befand sich anschließend bis 1984 im Zivildienst. Dann begann er ein dreijähriges Studium der englisch und der deutschen Sprache sowie der Sozialwissenschaften auf Lehramt an der Universität Bielefeld. Seit 1987 studierte er an der Westfälischen Wilhelms-Universität in Münster Humanmedizin. Dieses Studium schloss er 1994 ab und bestand das medizinische Staatsexamen.
Noch im selben Jahr wurde er wissenschaftlicher Assistent an der Universitätsklinik für Innere Medizin. 1995 wurde er nach Verteidigung seiner Dissertationsschrift Untersuchungen zur Rolle von Somatotropin und Insulin-like Growth Factor-I für den Lipidstoffwechsel bei wachstumshormongesunden Probanden zum Dr. med. promoviert. An der Universität wirkte er bis 1998, dann wurde er als Funktionsoberarzt an die Asklepios Klinik St. Georg berufen und 2003 zum Facharzt auf dem Gebiet der inneren Medizin befördert. Zwei Jahre danach wurde er auch Kardiologe.
Im Jahr 2007 wurde Bänsch von der Universität Hamburg mit der Schrift Der implantierbare Defibrillator. Von der Optimierung der Detektion zur optimalen Therapie für Medizin habilitiert. Noch in diesem Jahr berief ihn die Universität Rostock zum Professor für klinische Elektrophysiologie.
Bänsch ist seit 2009 Mitglied des Nucleus für Rhythmologie der deutschen Gesellschaft für Kardiologie. Seit 2016 ist Bänsch Chefarzt der Klinik für Rhythmologie und klinische Elektrophysiologie am KMG-Klinikum in Güstrow.